# Митьо Кисьов
Митьо Рашков Кисьов е български офицер, генерал-лейтенант от Строителни войски.

## Биография
Роден е на 19 юни 1926 г. в габровското село Маноя. От 1943 г. е член на РМС, а от 1947 г. и на член на БКП. Първоначално завършва основно образование в родното си село, а след това средно образование в Габрово. Завършва Висшето народно военно училище „Васил Левски“ във Велико Търново. Впоследствие завършва Военно-техническа академия в София (1955), курсове в Академията „Куйбишев“ в Москва (1966) и Военно-транспортната академия в Санкт Петербург (1975). До 1950 г. е командир на взвод и рота в 1-ви армейски инженерен батальон и командир на курсантски взвод във Военното училище. От 1950 до 1951 г. е командир на курсантска рота и началник-щаб на Народното военно инженерно училище в Свищов. Между 1952 и 1953 г. служи в управление „Кадри“ на Министерството на народната отбрана. От 1956 до 1958 г. е последователно командир на 49-и армейски инженерен батальон в Пещера. началник-щаб на 54-ти инженерен полк в Лом и командир на 55-и понтонно-мостови полк в Свищов. Между 1963 и 1972 г. е началник на отдел „Бойна подготовка“ в Управление „Инженерни войски“. Достига до длъжност командир на бригада. От 1972 е началник-щаб на Главното управление на строителни войски до 1974, а след това началник на войските на Министерството на транспорта. Пенсионира се на тази позиция през 1992 г. Под ръководството на Кисьов са строени автомагистралите „Хемус“ и „Тракия“, както и се прави обновяване на гарите в Пловдив, Стара Загора, Карнобат и Горна Оряховица. Удостояван е със званието „Герой на социалистическия труд“ с указ № 1930 от 24 юни 1983 и награждаван с ордените „Георги Димитров“, „Червено знаме на труда“, „9 септември 1944 г.“ – II и III ст. и „Народна република България“ – II ст. Известно време е председател на футболния клуб Локомотив (София). Умира на 16 октомври 2011 г. в Дряново.

## Образование
- Висшето народно военно училище „Васил Левски“
- Военно-техническа академия (до 1955)
- Военна инженерна академия „В. В. Куйбишев“ (до 1966)
- Военна академия тил и транспорт, Санкт Петербург (до 1975)

## Военни звания
- генерал-майор – 1974
- генерал-лейтенант – септември 1981